# 謝朏
谢朏（441年—506年），字敬冲，陈郡阳夏人。祖谢弘微，南朝宋時任太常卿，父谢庄，官至右光禄大夫。

## 生平
谢朏幼年聪慧，谢庄很喜歡，常置於左右。十岁能寫文章。谢庄撫谢朏背說：“真吾家千金。”早年擔任抚军法曹行参军，迁升為太子舍人，以父歿去职。再起用為舍人，历官中书郎，成為卫将军袁粲的长史；477年袁粲起兵反蕭道成，失敗被殺後，谢朏被蕭道成引為自己驃騎府的長史。年幼的宋順帝敕令谢朏與河南褚炫、济阳江斅、彭城刘俣一同入侍，號為「天子四友」，之後谢朏又受拜侍中之位，掌管中書、散骑二省的詔書文冊。
蕭道成計畫篡位時，希望德高名重的谢朏輔佐禪讓，故意對谢朏談論魏晉交替的禪讓舊事，說：「司馬昭生前已創建足以禪讓的大功業，他的輔佐大臣石苞不早點勸他受禪讓登基，卻在司馬昭死後痛哭喪葬禮儀保持人臣規格，對比漢光武帝的大臣馮異，石苞實在是不夠機敏。」谢朏回答說：「當年曹操的臣下勸他受禪讓登基，曹操卻說，我當周文王就很滿足了；這說明既然司馬昭世代侍奉曹魏，自然會終身當一個大臣，假使魏帝實行唐虞的禪讓故事，要把帝位傳給司馬昭，相信司馬昭也會堅決辭讓，終身不受」。蕭道成聽了很不高興，改用王儉為長史。
479年宋順帝禪讓給蕭道成的當天，谢朏身為掌管玉璽文書的侍中，拒絕把宋帝的玉璽轉交出去，穿著朝服就離開了皇宮，蕭道成只好讓王儉兼任侍中，取得玉璽並完成禪讓儀式。之後蕭齊的太子蕭賾據此要求誅殺谢朏，蕭道成回答說：「殺了他剛好成全他忠義的美名，最好的方法是用法外開恩來包容他。」
南朝齊時，谢朏在太子蕭賾登基為帝後，重新做官，累迁侍中，领国子博士。谢朏因為不欲參與權臣蕭鸞廢立皇帝的計畫，常懷避事之心，努力申請外調為太守，終於成功轉任吳興太守。他上任後寄了幾石的好酒給任職吏部尚書的弟弟謝瀹說：「可以盡力喝酒，切勿參與人事波動的計畫」；蕭鸞篡位稱帝後四年（建武四年，497年），徵召谢朏為侍中兼中書令，谢朏立刻上表辭官，並把兒子們送到京師作人質，自己與老母留在吳興，歸隱於郡城的西邊，之後屢次拒絕中央的徵召。
南朝梁時，谢朏在梁武帝多次懇請下出山做官，官至尚书令、司徒。天監五年冬十二月癸卯（507年1月11日）病逝於司徒府，赠侍中、司徒。谥曰靖孝。

## 評價
南朝陳的姚察評論說：「谢朏之于宋代，盖忠义者欤？当齐建武之世，拂衣止足，永元多难，确然独善，其疏、蒋之流乎。洎高祖龙兴，旁求物色，角巾来仕，首陟台司，极出处之致矣！览终能善政，君子韪之。」

## 延伸阅读
[在维基数据编辑]
 《梁書·卷15》，出自姚思廉《梁書》